# Rovnovážná konstanta
Rovnovážná konstanta charakterizuje složení reakční směsi po dosažení chemické rovnováhy.
Uvažujme tuto reakci:
aA + bB ⇌ cC + dD
Po dosažení rovnováhy platí vztah:
k1[A]a[B]b = k2[C]c[D]d
kde k1 je rychlostní konstanta přímé reakce a k2 zpětné reakce. Vztah pro rovnovážnou konstantu vznikne úpravou této rovnice:
{\displaystyle K_{c}\equiv {\frac {k_{1}}{k_{2}}}={\frac {\left[C\right]^{c}\left[D\right]^{d}}{\left[A\right]^{a}\left[B\right]^{b}}}}

## Vztah ke Gibbsově energii
Rovnovážná konstanta a Gibbsova energie jsou ve vztahu daném Boltzmannovým rozdělením:
{\displaystyle K=e^{-{\frac {\Delta G^{\circ }}{RT}}}}
kde ΔG0 je změna Gibsovy energie, R je molární plynová konstanta a T je absolutní teplota. Po zlogaritmování vyjde vztah v této formě:
ΔG0 = −RT ln K

## Význam rovnovážné konstanty
Pokud je hodnota rovnovážné konstanty mnohem větší než 1, bude v rovnovážné směsi vysoká koncentraci produktů reakce. Pokud je naopak rovnovážná konstanta menší než jedna, bude vyšší koncentrace výchozích látek. V případě, kdy je rovnovážná konstanta rovna jedné, jsou koncentrace produktů i reaktantů vyrovnané. Znalost hodnoty rovnovážné konstanty je důležitá při plánování podmínek průmyslových procesů.